# Casimir Gastellier
Pour les articles homonymes, voir Gastellier.
Casimir Adolphe Gastellier est un homme politique français né le 1er janvier 1830 à Coulommiers (Seine-et-Marne) et mort le 2 mai 1895 en son domicile dans le 10e arrondissement de Paris.

## Biographie
Marchand de briques, il développe ce commerce hérité de son père et se retrouve à la tête de deux importantes fabriques. Il fonde en 1870 l'Union céramique de France. Il est conseiller municipal de Coulommiers de 1865 à 1884, puis maire de Fresnes-sur-Marne. Il est conseiller général du canton de Claye-Souilly et député de Seine-et-Marne de 1885 à 1893, siégeant à la Gauche radicale.

## Sources
- « Casimir Gastellier », dans Adolphe Robert et Gaston Cougny, Dictionnaire des parlementaires français, Edgar Bourloton, 1889-1891 [détail de l’édition]
- « Casimir Gastellier », dans le Dictionnaire des parlementaires français (1889-1940), sous la direction de Jean Jolly, PUF, 1960 [détail de l’édition]